# Paolo Pili
Paolo Pili (Seneghe, 20 ottobre 1891 – Oristano, 12 febbraio 1985) è stato un politico italiano.